# Džemdet nasrsko obdobje
Džemdet nasrsko obdobje je arheološka kultura v južni Mezopotamiji, sedanjem Iraku, ki se na splošno datira v obdobje 3100-2900 pr. n. št.. Imenuje se po tipskem najdišču Džemdet Nasr, kjer so prvič odkrili predmete, značilne za to obdobje. Kultura je bila geografsko omejena na južni osrednji Irak. Razvila se je iz predhodnega uruškega obdobja in se nadaljevala v zgodnje dinastično obdobje I.

## Zgodovina raziskav
Na začetku 20. stoletja so se na tržnicah starin začele pojavljati glinaste tablice z arhaičnim klinopisom. Leta 1903 so nemški arheologi, ki so izkopavali v Šurupaku, kupili zbirko 36 takšnih tablic. Domnevali so, da izhajajo iz Džemdet Nasra (Tell Fara), vendar se je kasneje izkazalo, da so verjetno iz bližnjega Tell Uqaira. Leta 1915 je podobne tablice ponujal francoski trgovec s starinami in tudi zanje trdil, da so iz Džemdet Nasra. Podobne tablice in čudovito večbarvno keramiko so lokalni Arabci leta 1925 kazali Stephenu Langdonu, takrat direktorju izkopavanje v Kišu. Trdili so, da prihaja iz Džemdet Nasra, 26 km severovzhodno od Kiša. Na Langdona so naredile dovolj dober vtis, da je obiskal najdišče in ga začel leta 1926 izkopavati. Odkril je več zgradb iz blatnih zidakov, v njih pa značilno lončenino  in 150-180 glinastih tablic, pisanih v praklinopisu. Prepoznal je pomembnost najdb in arheološko kulturo poimenoval po tem najdišču. Ime džemdet nasrsko obdobje je bilo uradno potrjeno na konferenci v Bagdadu leta 1930.  Na tej konferenci so definirali tudi uruško in ubaidsko obdobje. Kasneje se je izkazalo, da se nekaj materialne kulture, za katero so domnevali, da je značilna izključno iz džemdet nasrsko obdobje, pojavlja tudi v predhodnem uruškem in kasnejšem zgodnjem dinastičnem obdobju. Džemdet nasrsko obdobje je po svoji materialni kulturi in socialno-kulturnih značilnostih kljub temu dovolj različno, da se ga obravnava kot samostojno obdobje. Ostanke džemdet nasrske kulture so kasneje odkrili tudi v številnih drugih mestih v južnem osrednjem Iraku, vključno z Abu Salabihom, Šurupakom, Tutubom,  Nipurom, Tell Uqairom, Urom and Urukom.

## Datiranje in periodizacija
V starejši literaturi je džemdet nasrsko obdobje datirano v obdobje 3200-3000 pr. n. št., zdaj pa je na osnovi radiokarbonskega datiranja premaknjeno v obdobje 3100-2900  pr. n. št. in je sovpadalo z zgodnjim ninivskim obdobjem V v Gornji Mezopotamiji in praelamitskim obdobjem v zahodnem Iranu. V tem obdobju se začneta pojavljati birokracija in razslojevanje družbe.

## Značilnosti
Zaščitni znak džemdet nasrskega obdobja je enobarvno ali večbarvno poslikana lončenina. Motivi so geometrični ali figurativni. Slednji prikazujejo drevesa in živali, predvsem ptice, ribe, koze, škorpijone in kače. Večbarvna lončenina predstavlja le majhen delež celotne najdene lončenine, kar kaže, da je bila povezana z visokim položajem posameznikov ali dejavnosti. V Džemdet Nasru so poslikano lončenino odkrili izključno v velikih zgradbah v središču mesta, ki so igrale ključno vlogo v upravljanju in gospodarskih dejavnostih. Enako lončenino so v podobnem kontekstu odkrili tudi v Šurupaku, Tell Gubbi in gorovju Hamrin.
Poleg  značilne lončenine so obdobje značilne tudi začetne faze razvoja klinopisa. Najstarejše glinaste tablice so iz Uruka in datirajo v pozno 4. tisočletje pr. n. št., se pravi da so nekoliko starejše od džemdet nasrskega obdobja. Do džemdet nasrskega obdobja je pisava že doživela številne pomembne spremembe. Prvotni piktogrami so se poenostavili in postali bolj abstraktni. Pisava je dobila tudi svoj ikonično klinast videz. Jezika, v katerem so bila besedila napisana, se ne da z gotovostjo prepoznati, skoraj zagotovo pa je bila sumerščina. Zapisi se brez izjeme nanašajo na upravne zadeve, na primer na razdeljevanje živil in sezname predmetov in živali.  Hvalnic in seznamov kraljev, ki so postali priljubljeni v kasnejši mezopotamski zgodovini, ni. Prepoznavna sta tudi dva številska sistema: šestdesetiški za  ljudi in živali in bišestdesetiški za svari, na primer žito, sir in sveže ribe. Arhive iz istega obdobja so našli v Uruku, Tell Uqairu in Tutubu.

## Družba
Centralizirane zgradbe, upravne klinopisne tablice in valjasti pečatniki dokazujejo, da so bila mesta v tistem času zelo dobro organizirana. Imela so centralno upravo, ki je regulirala vse vidike gospodarstva, od obrti do poljedelstva in delitve živil. Zgleda, da je gospodarstvo temeljilo predvsem na poljedelstvu, ovčarstvu in kozarstvu in v manjšem obsegu na trgovanju. Med najdbami iz tega obdobja je zelo malo dragih kamnov in eksotičnih trgovskih predmetov. Enotnost keramike po celi južni Mezopotamiji kaže na tesne stike in  trgovanje med naselji. Trditev potrjuje odkritje pečatnika v Džemdet Nasru, s katerega je mogoče razbrati imena mest, vključno z Urom, Urukom in Larso.